# Молдаванская икона Божией Матери
Молдаванская икона Божией Матери — чудотворная икона Пресвятой Богородицы, находящаяся в Молдаванском скиту святого Иоанна Предтечи на Афоне. Празднование этой иконе совершается 12 (25) июля.

## История
Согласно преданию, в 1863 году игумен Молдаванского скита, находясь в Молдавии, пожелал найти благочестивого живописца, чтобы заказать ему икону Пресвятой Богородицы для обители. В Яссах он нашёл престарелого художника, которого попросил написать икону в одиночестве и исключительно натощак. Живописец начал работу, но ему никак не удавалось изобразить лик Богоматери и Спасителя. По совету иноков художник начал поститься и молиться. Однажды после утренней молитвы он вернулся в мастерскую и увидел, что лики Богородицы и младенца Иисуса изобразились сами собою. Слух о чуде быстро распространился среди верующих, и народ стал собираться для поклонения святому образу. После этого икона прославилась чудотворениями.
Эта икона именуется также Молдавской Афонской иконой и Румынской иконой.